# Ripa Teatina
Ripa Teatina (im lokalen Dialekt: la Ripa) ist eine italienische Gemeinde (comune) mit 3879 Einwohnern (Stand 31. Dezember 2023) in der Provinz Chieti in den Abruzzen. Die Gemeinde liegt rund 24 Kilometer südlich von Pescara und etwa 5,5 Kilometer ostnordöstlich von Chieti am Alento. Ripa Teatina ist Teil der Unione dei Comuni della Valle del Foro.

## Weinbau
In der Gemeinde werden Reben der Sorte Montepulciano für den DOC-Wein Montepulciano d’Abruzzo angebaut.

## Gemeindepartnerschaften
Ripa Teatina unterhält Partnerschaften mit der US-amerikanischen Stadt Brockton in Massachusetts und mit der brasilianischen Stadt Ribeirão Preto im Bundesstaat São Paulo sowie zwei inneritalienische Partnerschaften mit den Gemeinden San Bartolomeo in Galdo in der Provinz Benevento und Sequals in der Region Friaul-Julisch Venetien.

## Persönlichkeiten
- Rocky Marciano (1923–1969), US-amerikanischer Boxer (geboren in Brockton (Massachusetts)); Sohn von Einwanderern aus Ripa Teatina
- Rocky Mattioli (* 1953), australischer Boxer, Weltmeister der WBC 1977–79